# Große Wintereule
Die Große Wintereule (Orbona fragariae), auch Erdbeereule genannt, ist ein Schmetterling (Nachtfalter) aus der Familie der Eulenfalter (Noctuidae).

## Merkmale

### Falter
Die Flügelspannweite der auffällig großen Falter beträgt 54 bis 62 Millimeter. Die Grundfärbung der Vorderflügel variiert von rotbraun bis zu graubraun. Nieren- und Ringmakel sind stets heller angelegt. Relativ gerade verläuft die gelbliche Wellenlinie, die nach innen dunkel begrenzt ist. Nahe dem Außenrand sind einige dunkle Punkte zu erkennen. Die Hinterflügel sind schwarzbraun gefärbt, zeigen einen dunklen Mondfleck sowie einen gelben Vorderrand und markante gelbe Fransen. Der Hinterleib ist ebenfalls gelb gefärbt und mit breiten schwarzen Querbinden versehen.

### Raupe
Jüngere Raupen haben überwiegend eine grünliche Färbung. Bei den erwachsenen Tieren herrscht eine braune Grundfarbe vor. Der untere Bereich ist etwas heller und zeigt weiße Stigmen. Sehr markant ist der schwarzbraune Halsschild.

### Ähnliche Arten
Aufgrund der außergewöhnlichen Größe sowie auch wegen der markanten Zeichnung sind die Falter unverwechselbar.

## Verbreitung und Lebensraum
Die Verbreitung der Art reicht von der Mitte Europas weiter östlich über Sibirien bis zum Pazifischen Ozean. Die Tiere sind hauptsächlich an Waldrändern, auf Waldwiesen sowie an steinigen Hängen und Halden anzutreffen. Sie fehlen in höheren Lagen der Gebirge.

## Lebensweise
Die Falter sind sowohl tag- als auch nachtaktiv und leben von Ende August nach der Überwinterung bis zum Mai des folgenden Jahres. Sie saugen dann an blühenden Weidenkätzchen oder nehmen Säfte von verletzten Bäumen auf. Aufgrund ihres großen Nahrungsbedarfs nach der Winterruhe besuchen sie im Frühjahr auch sehr gerne angelegte Köder. Nur gelegentlich erscheinen sie nachts an künstlichen Lichtquellen. Trotz des Namens der Art sowie diverser Literaturangaben, in denen die Erdbeere (Fragaria) als Futterpflanze der Raupen angegeben wird, dürften diese im Freiland nicht an Erdbeerpflanzen zu finden sein. Sie ernähren sich vielmehr von anderen Gewächsen, beispielsweise von Wegerich- (Plantago), Löwenzahn- (Taraxacum), Labkraut- (Galium), Waldreben- (Clematis), Wicken (Vicia) oder Weidenarten (Salix) sowie von Schlehdorn (Prunus spinosa). In der Literatur wird die Raupe gelegentlich als Mordraupe bzw. als kannibalistisch bezeichnet, was andererseits jedoch nachdrücklich bestritten wird. Die Raupenzeit umfasst die Monate Mai bis August. Nach der Verpuppung in einer Erdhöhle erscheinen die Falter bereits nach einer sehr kurzen Puppenruhe.

## Gefährdung
Die Große Wintereule gilt in den meisten ihrer früheren Vorkommensgebiete in Deutschland als ausgestorben. Sie wird auf der Roten Liste gefährdeter Arten in Kategorie 1 (vom Aussterben bedroht) eingestuft. Einige neuere Funde aus Bayern lassen jedoch vermuten, dass sich die Art wieder in einer Ausbreitungsphase befindet. In Österreich ist sie im Alpengebiet verbreitet. Sie ist als Bioindikator für klimabegünstigte Laubwaldgesellschaften einzustufen.